# Ejin-Banner
| Mongolische Bezeichnung            | Mongolische Bezeichnung |
| ---------------------------------- | ----------------------- |
| Mongolische Schrift:               | ᠡᠴᠠᠨ᠎ᠠ ᠬᠤᠰᠢᠭᠤ            |
| Transliteration:                   | Eǰen-e qosiγu           |
| Offizielle Transkription der VRCh: | Ejin hôxû               |
| Kyrillische Schrift:               | Эзнээ хошуу             |
| ISO-Transliteration:               | Èznèè xošuu             |
| Transkription:                     | Edsnee choschuu         |
| Chinesische Bezeichnung            |                         |
| Vereinfacht:                       | 额济纳旗                |
| Pinyin:                            | Éjìnà Qí                |

Das Ejin-Banner ist ein Banner in Alxa, einem Bund im äußersten Westen des Autonomen Gebiets Innere Mongolei der Volksrepublik China. Es hat eine Fläche von 114.606 km². Ende 2019 lebten dort rund 32.000 Menschen, davon 19.000 registrierte Einwohner und 13.000 auf dem Kosmodrom Jiuquan stationierten Soldaten und deren Angehörige. 16,1 % der auf dem Bannergebiet lebenden Menschen sind Mongolen. Das Ejin-Banner ist flächenmäßig das größte und bevölkerungsmäßig das kleinste Banner der Inneren Mongolei.

## Geschichte

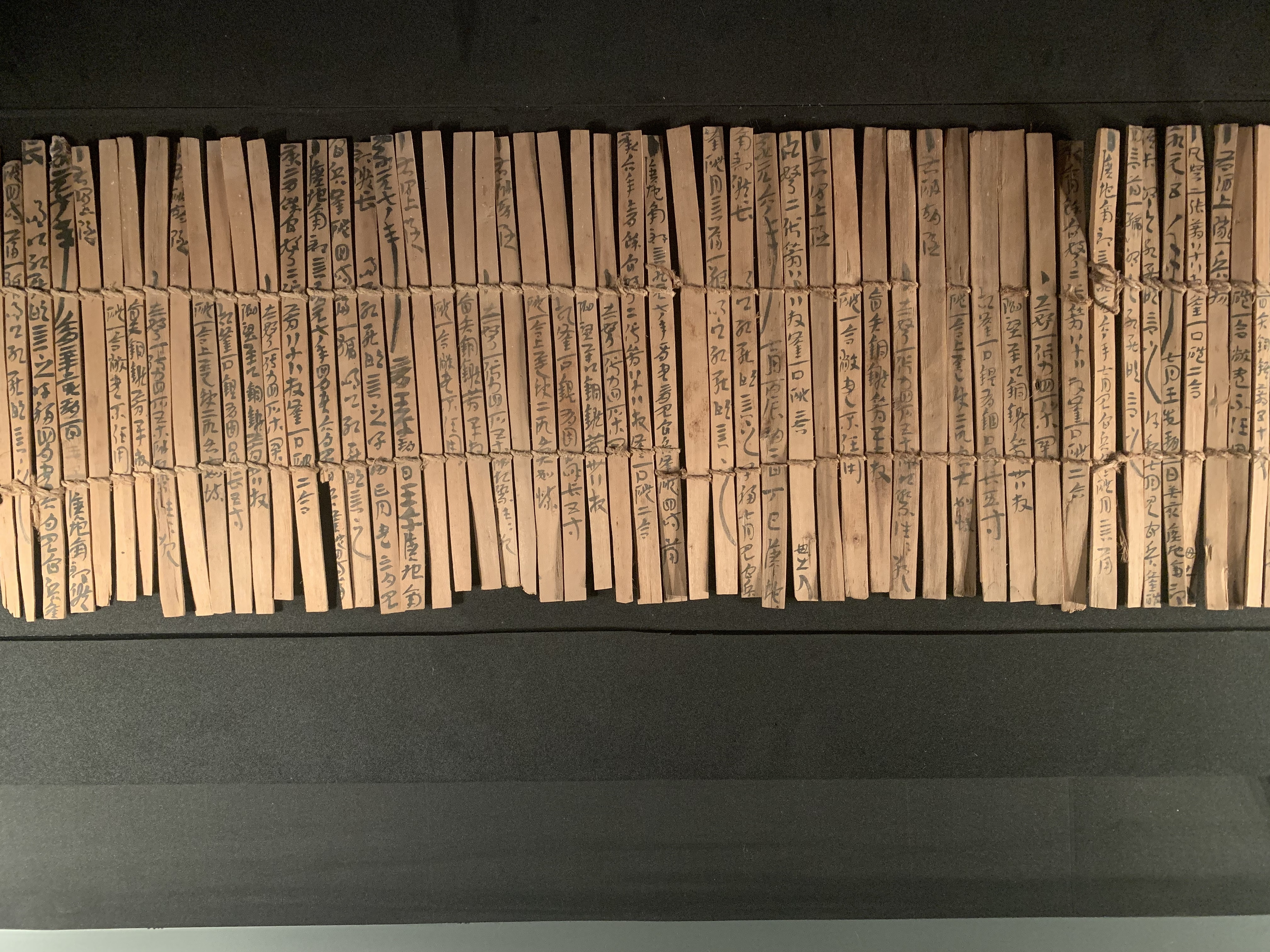
Akte aus Juyan (Han-Dynastie)

Das Gebiet des Ejin-Banners, heute ein Teil der Wüste Gobi, war bis vor wenigen hundert Jahren noch Steppe und wurde von diversen Stämmen als Weideland genutzt. Schriftlich erwähnt wird es erstmals 121 v. Chr., als General Huo Qubing dort im Auftrag von Kaiser Liu Che, auch bekannt als Han Wudi, die Xiongnu bekämpfte. Die Gegend, wo sich heute das Kosmodrom Jiuquan befindet, war damals als „Juyan“ bekannt, die hunnische Urform von mongolisch ečine, „abwesend“/„verborgen“, womit der dort versickernde Fluss Heihe gemeint ist. Die heute übliche Umschrift ist „Ejina“ oder, angelehnt an die moderne Aussprache, „Ejin“.
Nachdem Huo Qubing den Xiongnu 119 v. Chr. eine vernichtende Niederlage beigebracht hatte, wurde 102 v. Chr. der Kreis Juyan eingerichtet, wo sich eine große Garnison befand.
Entlang der Straße nach Jinta (die heutige Staatsstraße S315) wurden Signalfeuertürme für die Kommunikation mit der Kommandantur Zhangye errichtet. 1930 wurden in der Residenz des für die Signalfeuertürme und die Feindaufklärung nach Westen zuständigen Regimentskommandeurs (甲渠侯官) mehr als 10.000 beschriftete Bambusstreifen ausgegraben, 1972–1976 dann noch einmal mehr als 20.000 Stück, alles Garnisonsdokumente aus der Han-Dynastie, darunter gut 40 Akten, bei denen die Heftung noch komplett erhalten war.
Seit 1988 steht die Juyan-Stätte auf der Liste der Denkmäler der Volksrepublik China.

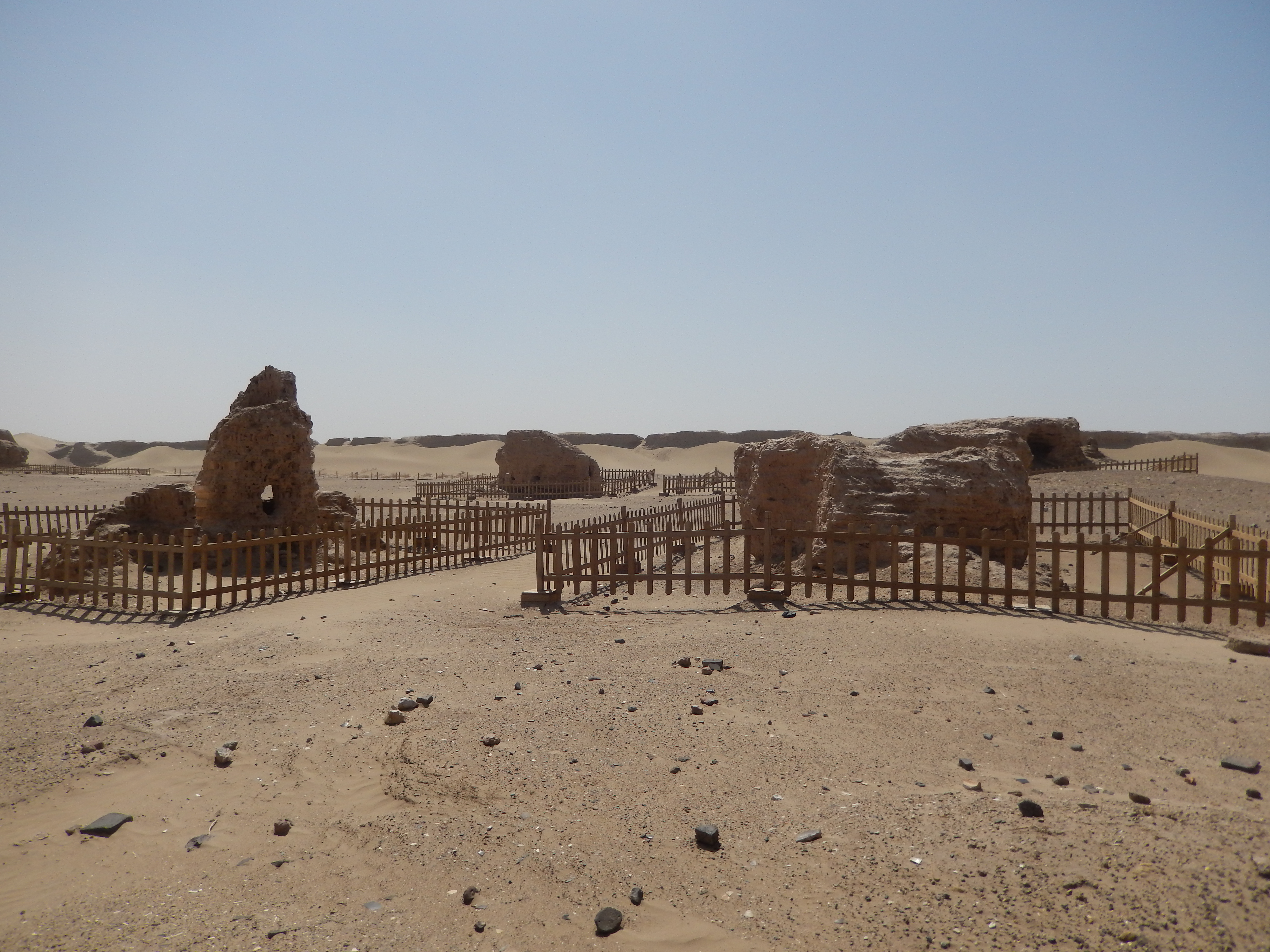
Gebäudereste in Chara-Choto

Ab 743, während der Tang-Dynastie, wurde im Osten des Kreises Juyan, etwa 20 km südlich der heutigen Bannerhauptstadt, die befestigte Garnisonsstadt Chara-Choto („Schwarze Stadt“) erbaut, die von den Westlichen Xia und der mongolischen Yuan-Dynastie übernommen wurde. Im Jahr 1286 wurde dort die Kommandantur Ijinai (亦集乃路, die damalige Aussprache von „Ejina“) eingerichtet. Nachdem Zhu Yuanzhang 1368 die Yuan-Dynastie gestürzt und sich zum Kaiser von China ausgerufen hatte, entsandte er insgesamt dreimal Truppen gegen Chara-Choto. 1372 gelang es schließlich General Feng Sheng (冯胜, 1330–1395), die Stadt einzunehmen; die Bevölkerung wurde vollständig niedergemetzelt. Anschließend zogen sich die chinesischen Truppen jedoch wieder zurück. Die Gebäude verfielen, und das Grasland wurde von den Ejina-Torguten als Weidegrund genutzt.
Nach dem Sturz der Ming-Dynastie im Jahr 1644 wurde von den mandschurischen Besatzern ab 1697 in den mongolischen Gebieten des Reichs schrittweise das Bannersystem eingeführt. 1753 wurde schließlich das „Sonderbanner der alten Torguten von Ejina“ (额济纳旧土尔扈特特别旗) gegründet, was sich später zu „Ejin-Banner“ verkürzte; die offizielle Umbenennung fand im November 1949 statt. Das Banner war damals nicht einem Bund zugeordnet, sondern unterstand direkt dem Kolonialamt (理藩院) in Peking, nach der Gründung der  Republik China am 1. Januar 1912 der Kommission für mongolische und tibetische Angelegenheiten des Zentralen Exekutiv-Yuans (中央行政院蒙藏委员会). Im November 1928 wurde das Banner der Regierung der neugegründeten Provinz Ningxia unterstellt.

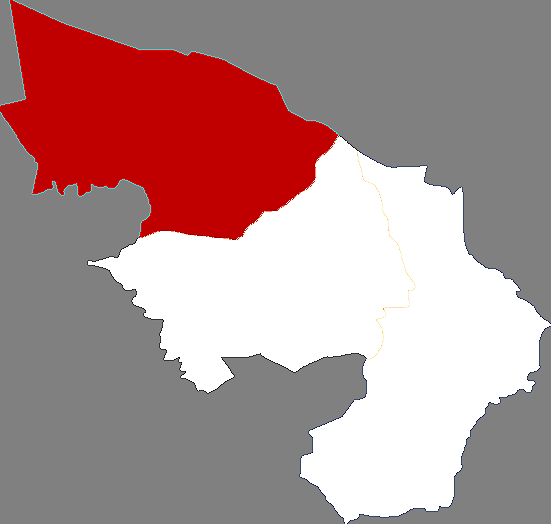
Lage des Ejin-Banners im Alxa-Bund

Am 27. September 1949 wurde das Ejin-Banner von der Kuomintang-Herrschaft befreit und zunächst der Sonderverwaltungszone Jiuquan der Provinz Gansu (甘肃省酒泉专署) unterstellt. Im Februar 1951 kam das Banner wieder zu Ningxia, am 30. November 1954 dann wieder zu Jiuquan. Am 3. April 1956 beschloss der Staatsrat der Volksrepublik China, aus dem Ejin-Banner, dem Alxa-Banner und dem Kreis Dengkou mit Wirkung vom 1. Juni 1956 den Bund Bayan Nur zu bilden, der aus Gansu herausgelöst und der Inneren Mongolei zugeordnet wurde.
Am 9. September 1969 wurde das Ejin-Banner wieder aus dem Bund herausgelöst und Jiuquan unterstellt. Am 1. Juli 1979 kam es dann wieder zur Inneren Mongolei, zunächst direkt der Provinzregierung unterstellt. Am 1. Mai 1980 wurde schließlich aus dem Ejin-Banner, dem Linken Alxa-Banner und dem Rechten Alxa-Banner der Bund Alxa gebildet.
Bis zum Jahr 2001 hatte das Ejin-Banner neben der Großgemeinde Dalaihub, dem Sitz der Bannerregierung, sieben Sum:
- Sum Bayan Boghda (巴彦宝格德苏木 ᠪᠠᠶᠠᠨ᠎ᠪᠤᠭᠳᠠᠰᠤᠮᠤ)
- Sum Ghurnai (古日乃苏木 ‍᠎ᠭᠤᠷᠤᠨᠠᠢᠰᠤᠮᠤ)
- Sum Jirghalangtu (吉日嘎郎图苏木 ‍᠎ᠵᠢᠷᠭᠠᠯᠠᠩᠳᠤᠰᠤᠮᠤ)
- Sum Mazongshan (马鬃山苏木 ᠎‍‌᠍ᠮᠠ᠎‍‌᠍ᠽᠥᠩ᠎᠎᠎ᠱᠠᠨᠰᠤᠮᠤ)
- Sum Saihan Toorai (赛汉陶来苏木 ᠎ᠰᠠᠢᠢᠬᠠᠨ᠎ᠲᠤᠥᠷᠠᠢᠰᠤᠮᠤ)
- Sum Subanor (苏泊淖尔苏木 ᠎ᠰᠤᠪᠠᠨᠠᠭᠤᠷᠰᠤᠮᠤ)

- Sum Öngtu Gol (温图高勒苏木 ᠎ᠥᠩᠳᠤ᠎‍‌᠍ᠭᠤᠤᠯ᠎᠎ᠰᠤᠮᠤ)[7]

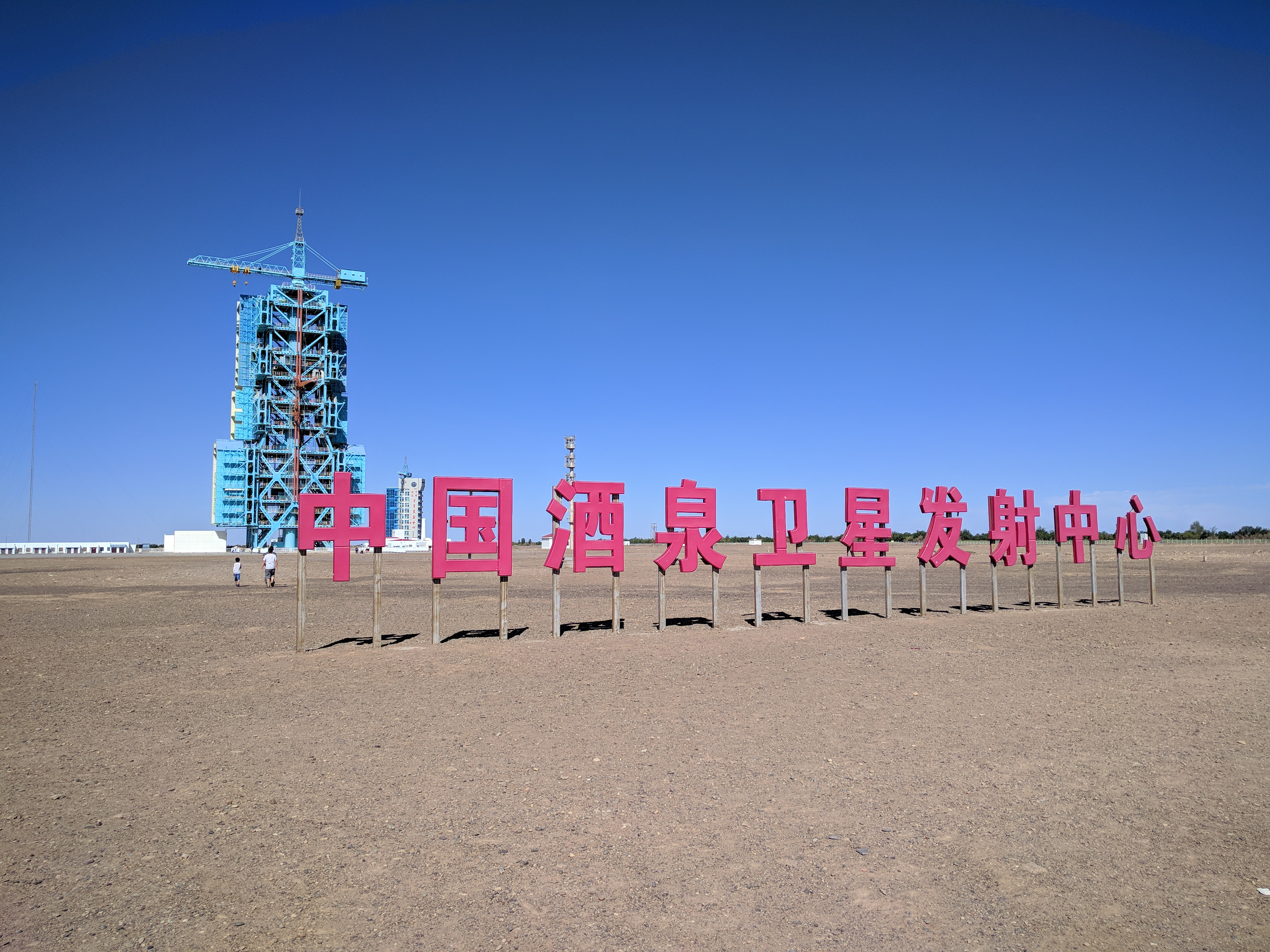
Kosmodrom Jiuquan

2001 wurde der Sum Jirghalangtu aufgelöst und in die Großgemeinde Dalaihub integriert. 2005 wurden die beiden Sum Ghurnai und Bayan Boghda, auch bekannt unter seinem alten Namen Ekin-Chaghan-Weidegrund (᠎ᠡᠬᠢᠨ᠎ᠴᠠᠭᠠᠨ᠎ᠪᠡᠯᠴᠢᠬᠡᠷ), über die sich das Kosmodrom Jiuquan mit dem angeschlossenen Gelände der Raketenstreitkräfte erstreckt, zusammengelegt und daraus die Großgemeinde Dongfeng („Ostwind“) gebildet. 2006 wurde der Sum Öngtu Gol zunächst ebenfalls aufgelöst und in die Großgemeinde Dalaihub integriert. 2012 wurde Öngtu Gol jedoch wieder ein selbstständiger Sum, ebenso wie der Sum Bayan Toorai, der bei derselben Gebietsreform aus Dalaihub herausgelöst wurde. Bereits 2009 hatte man das Gaqaa Ulan Ula („Roter Berg“) aus dem Sum Mazongshan („Pferdemähnengebirge“) herausgelöst und daraus die Großgemeinde Hara Bürgüd-ün Ula („Berg der schwarzen Adler“) gebildet. 2017 wurde die Großgemeinde Dongfeng in die Straßenviertel Dongfeng und Hangkong („Luftfahrt“) unterteilt, wobei letzteres nichts mit ziviler Luftfahrt zu tun hat, sondern ein Standort der Luftstreitkräfte der Volksrepublik China ist. 2018 wurde schließlich ein Teil der Großgemeinde Dongfeng abgetrennt und daraus der Sum Bayan Tohui gebildet.

## Administrative Gliederung
Das Ejin-Banner setzt sich auf Gemeindeebene aus zwei Straßenvierteln, drei Großgemeinden und sechs Sum zusammen. Diese sind:
- Straßenviertel Dongfeng (东风街道)
- Straßenviertel Hangkong (航空街道)
- Großgemeinde Dalaihub (达来呼布镇 ᠎‍‌᠍᠎‍‌᠍ᠳᠠᠯᠠᠢᠢᠬᠦᠢᠪ᠎᠎ᠪᠠᠯᠭᠠᠰᠤ), Sitz der Bannerregierung
- Großgemeinde Dongfeng (东风镇 ᠎‍‌᠍ᠳ᠋ᠥᠩ᠎᠎ᠹᠢᠩᠪᠠᠯᠭᠠᠰᠤ)
- Großgemeinde Hara Bürgüd-ün Ula (哈日布日格德音乌拉镇 ᠎‍‌᠍ᠬᠠᠷ᠎ᠠ᠎‍‌᠍ᠪᠦᠷᠭᠦᠳ᠎‍‌᠍ ᠤᠨ᠎ᠠᠭᠤᠯᠠᠪᠠᠯᠭᠠᠰᠤ)
- Sum Bayan Toorai (巴彦陶来苏木 ᠪᠠᠶᠠᠨ᠎ᠲᠤᠥᠷᠠᠢᠰᠤᠮᠤ)
- Sum Bayan Tohui (巴音陶海苏木 ᠪᠠᠶᠠᠨᠲᠤᠬᠤᠢᠰᠤᠮᠤ)
- Sum Mazongshan (马鬃山苏木 ᠎‍‌᠍ᠮᠠ᠎‍‌᠍ᠽᠥᠩ᠎᠎᠎ᠱᠠᠨᠰᠤᠮᠤ)
- Sum Saihan Toorai (赛汉陶来苏木 ᠎ᠰᠠᠢᠢᠬᠠᠨ᠎ᠲᠤᠥᠷᠠᠢᠰᠤᠮᠤ)
- Sum Subanor (苏泊淖尔苏木 ᠎ᠰᠤᠪᠠᠨᠠᠭᠤᠷᠰᠤᠮᠤ)
- Sum Öngtu Gol (温图高勒苏木 ᠎ᠥᠩᠳᠤ᠎‍‌᠍ᠭᠤᠤᠯ᠎᠎ᠰᠤᠮᠤ)[7]

## Verkehrsanbindung

### Eisenbahn
Vom Grenzort Ceke verläuft eine 460 km lange, eingleisige Eisenbahnstrecke in Nord-Süd-Richtung quer durch das Banner nach Jiayuguan in Gansu, über welche die staatliche Jiuquan Stahl-Gruppe (酒泉钢铁集团公司 bzw. JISCO) mit Lastwagen angelieferte Kohle aus der Lagerstätte Nariin Suchait im Sum Gurwantes der Mongolei zu ihrem Stahlwerk in Jiayuguan transportiert. Mit den Vorplanungen für die Eisenbahnstrecke wurde 2002 begonnen, im folgenden Jahr wurde das Projekt bei der JISCO offiziell gestartet. Anfang 2004 erteilten die Provinzregierungen von Gansu und der Inneren Mongolei die Baugenehmigung, und im April 2004 fand am Grenzübergang Ceke der erste Spatenstich statt. Planung und Bauausführung, inklusive der Brücken über den Heihe oblagen der China Railway Engineering, die auch für Betrieb und Wartung zuständig ist. Am 30. Juni 2007 wurde die Bahnstrecke Jiayuguan–Ceke eröffnet, es verkehren dort ausschließlich Kohlezüge von JISCO.
Im Oktober 2019 erklärte die mongolische Regierung, dass sie mit den Vorbereitungen für den Bau einer 58 km langen Anschlussstrecke direkt bis zur Lagerstätte Nariin Suchait begonnen hätte. Mit Fertigstellung der Strecke im Jahr 2024 sollten sich die Kohleexporte der Mongolei um 18 bis 20 Millionen Tonnen pro Jahr erhöhen. Dies betrifft jedoch nicht nur die Kohle für JISCO, sondern auch den Transport von der Ovoot-Tolgai-Mine über die im Dezember 2009 in Betrieb genommene Bahnstrecke Linhe–Ceke nach Südosten, der ebenfalls über den Grenzort Ceke abgewickelt wird.
Zur Einordnung: im Jahr 2012 wurden ab dem Grenzübergang Ceke 1,1 Millionen Tonnen Kohle über die Bahnstrecke Linhe–Ceke transportiert, über die Bahnstrecke Jiayuguan–Ceke 1,2 Millionen Tonnen, und auf der Straße mehr als 6 Millionen Tonnen.
Die theoretische Kapazität der Bahnstrecke Linhe–Ceke, auf der einmal pro Tag auch ein Personenzug von Dalaihub in die Provinzhauptstadt Hohhot verkehrt, beträgt 17,5 Millionen Tonnen pro Jahr und kann auf 30,6 Millionen Tonnen gesteigert werden. Die theoretische Kapazität der Bahnstrecke Jiayuguan–Ceke betrug ursprünglich 4,8 Millionen Tonnen und wurde später auf 8 Millionen Tonnen gesteigert. Der Engpass liegt bei der Umladung von der Straße auf die Schiene. Durch den Bau einer neuen Förderband-Verladeanlage in Ceke im Jahr 2011 versuchte man die Situation zu verbessern.
Dies gelang bis zu einem gewissen Maße: im Jahr 2015 wurden auf der Bahnstrecke Jiayuguan–Ceke 2,8 Millionen Tonnen Kohle transportiert, im Jahr 2016 rund 5 Millionen, und 2017 dann 6,6 Millionen Tonnen Kohle.
Am 1. Dezember 2015 wurde die Bahnstrecke Ejin–Kumul eröffnet, eine bei Dalaihub abzweigende, 630 km lange Verlängerung der Bahnstrecke Linhe–Ceke nach Westen. Die Strecke führt über die Blei- und Zink-Lagerstätten von Hara Bürgüd-ün Ula (黑鹰山矿区), das sich bis in den Kreis Subei von Gansu erstreckende Kohlenrevier Mazongshan (马鬃山矿区) und die Kohlelagerstätten von Kumul (哈密煤田) bis zum Bahnhof Kumul Ost an der Bahnstrecke Lanzhou–Xinjiang.
Bereits am 27. April 1957 in Betrieb genommen wurde nach knapp einjähriger Bauzeit die 239 km lange Bahnstrecke vom Bahnhof Qingshui der Bahnstrecke Lanzhou–Xinjiang im Stadtbezirk Suzhou von Jiuquan zum Kosmodrom Jiuquan in der Großgemeinde Dongfeng, die später um 117 km nach Norden bis Sayhan Toorai verlängert wurde. Diese eingleisige Bahnstrecke mit sieben Brücken und 14 Haltestellen wird ausschließlich von der Volksbefreiungsarmee genutzt, die auf dem Kosmodrom eine eigene Eisenbahnverwaltung (酒泉卫星发射中心铁路管理处) unterhält. Der Eisenbahnverwaltung untersteht ein Regiment von gut 1000 Männern und Frauen, die als Gleisarbeiter, Lokführer und Bahnhofspersonal tätig sind.
Mittlerweile wurde für den Betrieb der Strecke von Dampflokomotiven auf Dieselloks umgestellt, aber der Militärzug Nr. 301/302 fährt seit 1957 unverändert jeden Montag, Mittwoch und Freitag um 07:30 Uhr vom Bahnhof Dongfeng auf der Westseite des Kosmodroms ab und kommt um 12:30 Uhr in Qingshui an, um am Abend desselben Tages zurückzufahren. Dies war Stand 2021 der am längsten konstant gebliebene Fahrplan der Volksrepublik China. Transportiert werden ballistische Raketen, Trägerraketen, Raumflugkörper und Versorgungsgüter für das Kosmodrom.

### Straße
Das Ejin-Banner verfügte 2018 über 3174 km Straßen, davon 2095 km asphaltiert oder betoniert. Die Autobahn Peking-Ürümqi führt von Bayan Nur südlich an Dalaihub vorbei, dann durch den Sum Saihan Toorai nach Kumul in Xinjiang. Über Staatsstraßen sind die Sum des Banners miteinander verbunden. Neben dem zentralen Busbahnhof in Dalaihub gibt es drei ländliche Busbahnhöfe, alle besiedelten Orte werden regelmäßig angefahren.

### Flughafen
Etwa 11 km nordwestlich von Dalaihub befindet sich der Flughafen Toorai des Ejin-Banners (额济纳旗桃来机场 bzw. Flughafen Ejin Banner Taolai). Baubeginn für diesen von der staatlichen Inner Mongolia Civil Aviation Airport Group (内蒙古民航机场集团公司) betriebenen Regionalflughafen war im August 2012, am 17. Dezember 2013 wurde er offiziell in Betrieb genommen. Er wurde zunächst von der in Tianjin beheimateten Okay Airways und der in Xi’an beheimateten Joy Air mit 60-sitzigen  Propellerflugzeugen vom Typ Xi’an MA60 angeflogen.
Stand 2021 gibt es regelmäßige Flüge nach Hohhot, Xi’an und in die Bannerhauptstadt Bayan Hot, es können bis zu 80.000 Passagiere pro Jahr befördert werden.